# Rathaus (Posen)

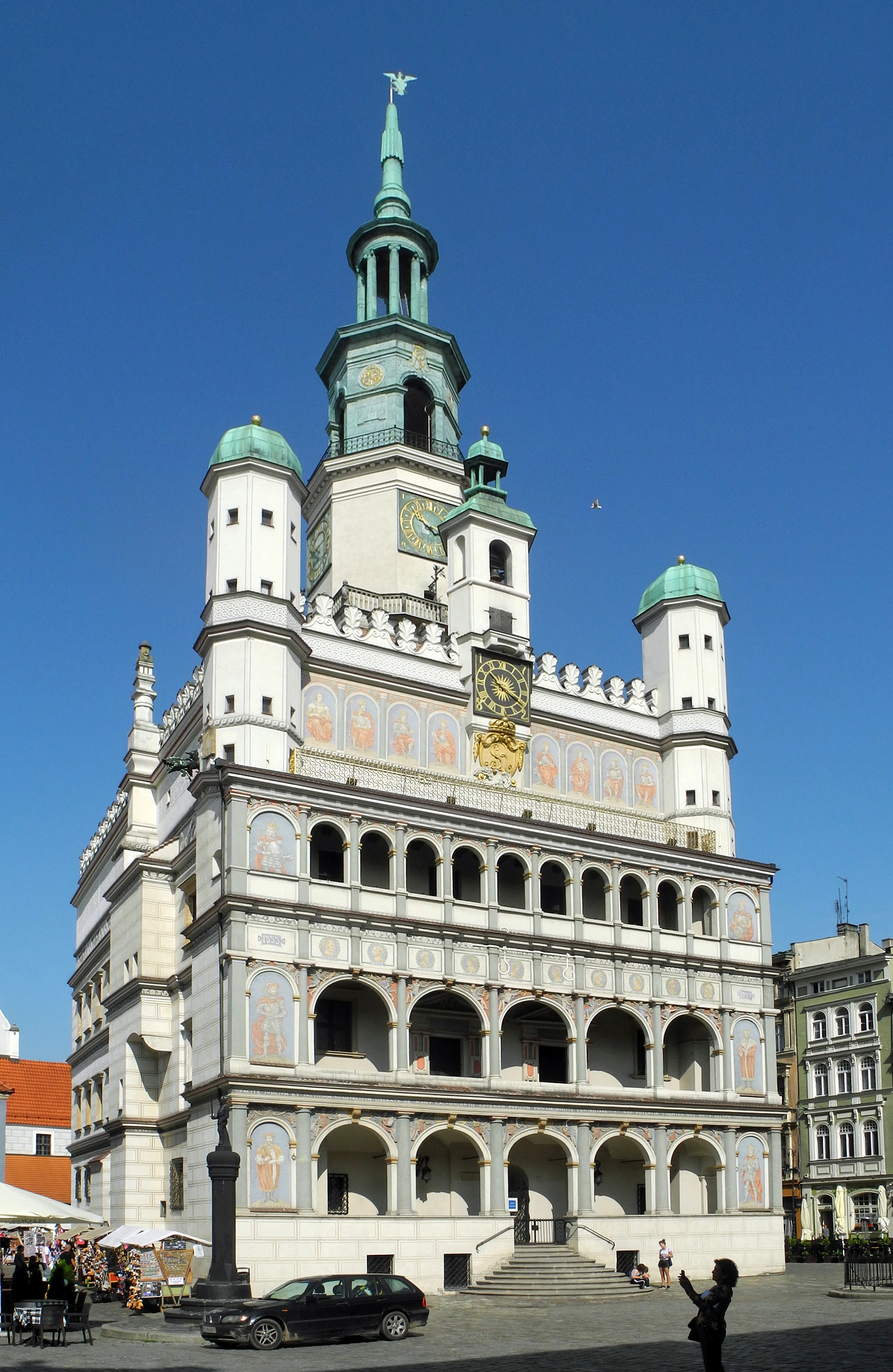
Rathaus von Posen

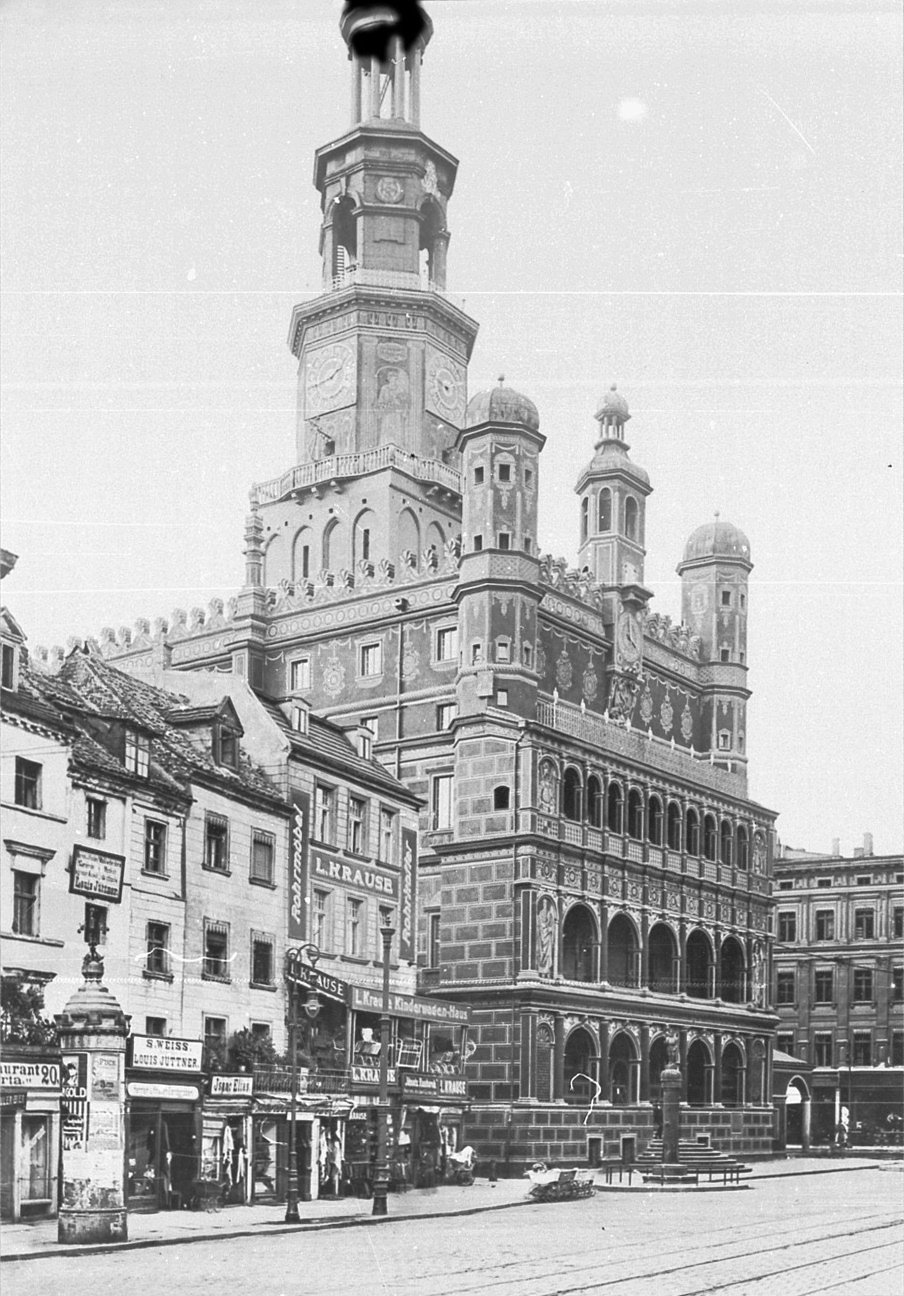
Das Rathaus nach seiner Renovierung im Jahr 1910

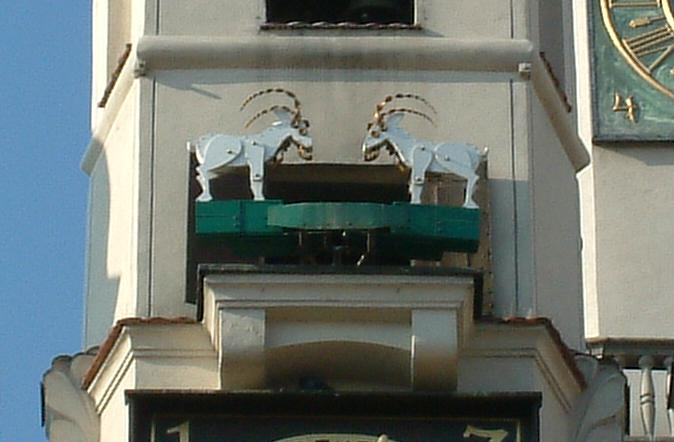
Die zwei Ziegenböcke der Rathausuhr

Das Rathaus in Posen war ursprünglich ein Gebäude des Stadtrates auf dem Posener Alten Markt. Es wurde im Jahr 1555 von Giovanni Battista di Quadro im Renaissancestil fertiggestellt. Heute gehört es zu den wertvollsten Baudenkmälern der Renaissance in Mitteleuropa. Seit 1954 ist es Museum für die Geschichte der Stadt.

## Geschichte
Die älteste Erwähnung des Rathauses in Posen stammt aus dem Jahr 1310.
Das erste Rathausgebäude wurde vermutlich kurz nach Gründung der Stadt im Jahr 1253 errichtet. In wenigen Jahrhunderten wurde die Stadt zu einer der wichtigsten Handelsstätten Polens und konnte es sich somit leisten, mit dem Umbau des Rathauses den Tessiner Architekten Giovanni Battista di Quadro aus Lugano zu beauftragen. In den Jahren 1550–1567 wurde das Rathaus durch ihn im Renaissancestil umgebaut. Es wurde um ein Stockwerk erhöht, das Dach von allen Seiten mit Attiken verdeckt und die Fassade mit einer dreigeschossigen Loggia geschmückt. Dadurch zählt es zu den schönsten Renaissance-Bauwerken nördlich der Alpen.
Am Anfang des 20. Jahrhunderts wurde das Gebäude renoviert. Bis zum Ende des Zweiten Weltkrieges stand daneben das Ende des 19. Jahrhunderts erbaute Neue Rathaus.
Nach Ende des Zweiten Weltkrieges wurde das Gebäude samt allen schwer beschädigten Gebäuden des Alten Marktes wieder aufgebaut. Heute dient es als Museum der Stadt. Eine Touristenattraktion ist das Uhrwerk an der Fassade des Rathauses, wo jeden Tag um zwölf Uhr zwei Ziegenböcke erscheinen und einander im Takt des Stundenschlags stoßen.